# Grube Bruno II
Die Grube Bruno II ist eine ehemalige Buntmetallerzgrube im Bensberger Erzrevier im Ortsteil Loope von Engelskirchen. Sie hatte auch zeitweise den Namen Grube Neu-Moresnet 16. Das Grubenfeld lag in der Umgebung von Niederhof.

## Geschichte
Die Grube Bruno II war am 8. August 1859 erstmals gemutet worden. Das führte zu einer Verleihung am 26. Dezember 1859. Offensichtlich war es dabei zu Unstimmigkeiten gekommen; denn am 10. November 1860 kam es zu weiteren Verhandlungen, die eine erneute Mutung am 25. Mai 1861 zur Folge hatten. Daraufhin erfolgte die Verleihung auf Kupfer, Zink, Eisen und Schwefelkies am 26. Juni 1861 an die 1837 von dem belgischen Bankier und Industriellen François-Dominique Mosselman gegründete „Société Anonyme des Mines et Fonderies de Zinc de la Vieille-Montagne“.

## Betrieb und Anlagen
Über die erste Zeit des Betriebs ist nichts bekannt. Um 1900 wurde die Grube von zwei Schächten aufgeschlossen. Schacht I trug die Jahreszahl 1900, Schacht II die Jahreszahl 1906 als Datum für die Inbetriebnahme. Abbau wurde auf der 51-Meter-Sohle und auf der 91-Meter-Sohle getätigt. Der Abbau wurde allerdings 1908 wieder eingestellt.
1924 wurde das Bergwerk wieder in Betrieb genommen. Eine drei Kilometer lange Seilbahn schaffte das Fördergut zur Weiterverarbeitung in die Aufbereitungsanlage der Grube Castor. 1926 betrug das Haufwerk 7350 Tonnen. Mit zunehmender Teufe verringerte sich die Fördermenge, so dass der Betrieb 1931 eingestellt wurde.